# ミスナグディーム
ミスナグディーム（מִתְנַגְּדִים mithnaggədhīm, mitnaggedim, アシュケナジム式ヘブライ語：misnagdim）はミトナッゲード（מִתְנַגֵּד mithnaggēdh ：反対者の複数形）ミトナグディーム、ミトナッゲディームとも。
リトアニア、ベラルーシにおいて、ハシディズムに反対した人々。
今日、ミトナグディームという用語は、ハシディズムに反対した人々だけでなく、ハシディズムに反対する必要のないヨーロッパ系の正統派全体に対する呼称として使われるようになっている。
多くの非ハシディズム系のユダヤ教とユダヤ人 ― リトアニアのユダヤ人、現代正統派ユダヤ教、セファルディム系の正統派、「超正統派」、イエメン系など全て ― が存在する。

## 歴史
ハシディズムが興隆してきたときに、特にツァッディーク（レベ）のありかたに人物崇拝＝偶像崇拝を見て、これに反対した。
ヴィルナのガオンはハシディズムに対してヘーレム（破門）を出したほどであった。